# Две-Могили
Две-Моги́ли (болг. Две могили) — місто в Русенській області Болгарії. Адміністративний центр общини Две-Могили.

## Населення
За даними перепису населення 2011 року у місті проживали 4218 осіб.
Національний склад населення міста:
| Національність   | Кількість осіб | Відсоток |
| ---------------- | -------------- | -------- |
| болгари          | 2453           | 66,3%    |
| турки            | 932            | 25,2%    |
| цигани           | 300            | 8,1%     |
| інша             | 7              | 0,2%     |
| не визначились   | 9              | 0,2%     |
| Всього відповіли | 3701           |          |

Розподіл населення за віком у 2011 році:
Динаміка населення: